# Älvros
Älvros is een plaats in de gemeente Härjedalen in het gelijknamige landschap en de provincie Jämtlands län in Zweden. De plaats heeft 170 inwoners (2005) en een oppervlakte van 87 hectare. De plaats ligt aan de Europese weg 45 en de rivier de Ljusnan, ook loopt de spoorlijn inlandsbanan net ten westen van de plaats.